# МЕТА-НЕТ
МЕТА-НЕТ је мрежа изврсности коју финансира Европска комисија у циљу унапређивања технолошке основице за вишејезично европско информационо друштво. Чине је 60 европских истраживачких центара из 34 земље који се баве језичким технологијама.
Чланице МЕТА-НЕТ-а из Србије су Универзитет у Београду и Институт Михајло Пупин.

## Циљеви и правци развоја
МЕТА-НЕТ се изграђује кроз МЕТА - технолошки савез вишејезичне Европе (енгл. Multilingual Europe Technology Alliance - META), који окупља истраживаче из области језичких технологија, али и добављаче технологије за тржиште, приватне и корпоративне кориснике језичких технологија, стручњаке за језик и друге заинтересоване стране.
Језичке технологије су информационе технологије које пружају информатичку подршку језику са циљем да:
- омогуће комуникацију и сарадњу која превазилази језичке разлике,
- обезбеде корисницима било ког језика подједнак приступ информацијама и знању,
- дограђују и унапређују употребљивост умрежене информационе технологије.

При томе, језичке технологије се ослањају на електронске језичке ресурсе као што су електронски речници, корпуси, семантичке мреже речи (енгл. wordnet) и сл.
МЕТА-НЕТ треба да допринесе превазилажењу проблема који проистичу из разноликости европских језика, а тичу се примена као што су машинско превођење и управљање вишејезичним информацијама и знањем и генерисање садржаја, као и развоју употребе језика као посредника у коришћењу технолошких достигнућа почев од кућних апарата, разноврсних машина и возила па све до рачунара и робота.
МЕТА-НЕТ своје активностима развија у три правца:
- МЕТА-ВИЗИЈА (META-VISION) – дефинисање заједничке визије и стратешког истраживачког плана рада развоја језичких технологија,
- МЕТА-РАЗМЕНА (META-SHARE) – стварање отворених система за заједничко коришћење и размену језичких ресурса у електронском облику,
- МЕТА-ИСТРАЖИВАЊЕ (META-RESEARCH) – успостављање сарадње ка релевантним сродним технолошким областима.